# アヴィヨンド
アヴィヨンド はアマランス・ゲーム、 ロールプレイングゲームのゲームシリーズ。ファンタシー中世世界に背景を持ち、プレーヤーは多数のクエストをクリアしながら世界を悪から救う。シリーズは全部で7巻あり、最初の2巻は完結編、次の4ゲームは第三弾のシリーズ編、そして、無料前編の、Ahriman's Prophecy（アーリマンの予言、日本語版は未発売）がある。全てのシリーズは  RPGツクールXP  を利用して作られた。2006年にアマランス・ゲームはRPG ツクールを商用ツールとして他ゲーム業界に大きく広めた最初のデベロッパーである。

## Ahriman's Prophecy　-　アーリマンの予言
アーリマンの予言 はアマランス・ゲームズが発売した無料 ロールプレイングゲームゲームであり、また、アヴィヨンドシリーズ前編作。北米で発売されたドラゴンクエストシリーズや初期のファイナルファンタジーシリーズ'のゲームシステム基本的要素を利用し、通常日本のRGPでしか見られないような馴染み深さや、楽しさを与えてくれる。
他のアヴィヨンドシリーズとは違い、アーリマンの予言は RPGツクールXP ではなく、RPGツクール2003で作られたゲーム。

### 評価
アーリマンの予言 はゲーム・コミュニティから高評価を得た。  Game Tunnel のエドワード・ザックは、「アーリマンの予言はRPGジャンルに新しい影響を与え、馴染みがある要素を混ぜ合わせ喜びを与えた」、とコメントした。 Download.com の編集者のレビューでは、「ゲームのバックグラウンド音楽はまるで、古き良きルネサンス時代へ連れて行ってくれるような喜びを感じさせられた。ゲームが無料にもかかわらず、これほどのアドベンチャーを楽しめる事ができるのは非常に特だ」、と残して、5評価のうち4という高評価を受けた。

## アヴィヨンド 1: Rhen's Quest

### 評価
| ポータルサイト  | 評価   |
| --------------- | ------ |
| Ace Gamez       | 9/10   |
| Gamezebo        | 3.5/5  |
| Game Plasma     | 8/10   |
| Netjak          | 5.1/10 |
| RPGFan          | 83%    |
| Game Chronicles | 5.5/10 |

## アヴィヨンド 2: Ean's Quest

### 評価
| ポータルサイト | 評価 |
| -------------- | ---- |
| Gamezebo       | 4/5  |
| RPGFan         | 85%  |

## アヴィヨンド 3: 魔法のオーブ
このゲームは今までとは異なり、4チャプターに分かれている。ゲームはそれぞれダウンロードして、保存されたゲームは次のチャプターで移行して続ける事ができる。ゲームは単独でもプレーすることができるが、いくつかの重要な特徴を見逃す可能性があるため、それは勧めてはいない。

### チャプター 1 –宵闇の君主

#### プロット
アヴィヨンド：魔法のオーブ は、ある家宝、オーブの本来持つ意味を知らず、それを盗んでしまう泥棒、メルを中心にストーリーが展開していく。そこには彼女自身が知らなかった事実があった、彼女は実はモードレッド・ダークソロップ （世界支配を試みた凶悪な魔道師） の子孫であったのだ。その彼女は、ダークソロップの子孫だけが保管場所から魔法のオーブを持ち出す事が出来るというオーブを盗みいれ、誇大狂なヴァンパイアの君主に手渡してしまう。彼女は命がけで悪の手下達から逃げながらも、そのオーブで地上の光を破壊して、世界支配の企らみをするヴァンパイアを阻止しなくてはいけない。彼女の旅には、エドワード王子、謎の少女、ステラ、そして、アヴィヨンド1から2人の人気キャラクター、ヴァンパイアのティジャルと彼女の夫、ガラハッドが旅を共にする。
英語版の発売日は2009年6月5日、日本語版の正式発売2013年4月24日、アヴィヨンド日本公式サイトにて発売開始。